# Jang Kuej-fej
Jang Kuej-fej (čínsky pchin-jinem Yáng Guìfēi, znaky tradiční 楊貴妃; 719–756) byla jednou z vedlejších manželek a oblíbenkyně Süan-cunga, císaře čínské říše Tchang. Během povstání An Lu-šana, roku 756, na útěku císaře před povstalci, ji zabili vojáci císařova doprovodu. Je počítána mezi čtyři velké krásky čínských dějin. Příběh její lásky s císařem a jejího tragického konce je jedním z nejznámějších klasických příběhů čínské historie.

## Jména
Vlastní jméno Jang Kuej-fej bylo Jang Jü-chuan (čínsky pchin-jinem Yáng Yùhuán, znaky tradiční 楊玉環), kuej-fej, „urozená dáma“, byl její titul jako císařské konkubíny.

## Život
Jang Kuej-fej se narodila roku 719, její jméno bylo Jang Jü-chuan. Její otec Jang Süan-jen (楊玄琰) byl drobný úředník z vedlejší větve císařského rodu říše Suej. Významným členem této rodové větve byl Jang Wang (楊汪), vysoký suejský úředník, poté však tito Jangové nezastávali důležité úřady. Byla nejmladší ze čtyř sester, bratry neměla, její otec zemřel když byla ještě malá, vychovával ji její strýc Jang Süan-ťiao(楊玄璬), také nevýznamný úředník v Luo-jangu.
Roku 733 byla provdána za syna císaře Süan-cunga (vládl 712–756) Li Maoa, knížete ze Šou. Roku 737 zemřela paní Wu, matka Li Maoa a oblíbená konkubína Süan-cunga. Císaž ji velmi želel, nicméně po nějaké době si všiml manželky svého syna a rozhodl se ji pojmout za vedlejší manželku. Nejdříve zařídil její odchod z manželství, roku 741 se stala taoistickou mniškou, a poté co se Li Mao znovu oženil, udělal roku 745 z Jang Jü-chuan svou konkubínu s titulem kuej-fej (tedy po císařovně nejvýše postavenou konkubínu). Nadále byla známa jako Jang Kuej-fej.
Jang Kuej-fej si získala lásku a obdiv císaře. Bohatství a vzestupu se dostalo i jejím příbuzným, nejvýznamnější z nich byl její vzdálený bratranec Jang Kuo-čung, který po smrti ministra Li Lin-fua začátkem roku 753 zaujal jeho postavení v čele tchangské vlády. Jang Kuo-čung však nebyl tak schopný politik jako jeho předchůdce, znepřátelil se s mocným generálem An Lu-šanem, který koncem roku 755 povstal rozprášil narychlo sestavenou tchangskou armádu a obsadil vedlejší hlavní město říše, Luo-jang, v němž se počátkem února 756 prohlásil císařem říše Velká Jen. Na jaře 756 se postup rebelů zastavil a tchangské armády je začaly zatlačovat. V červenci 756 se však tchangská ofenzíva zhroutila, když An Lu-šan rozdrtil hlavní tchangskou armádu a vytáhl na Čchang-an.
Císař Süan-cung reagoval útěkem do S’-čchuanu. Na cestě, v Ma-wej západně od Čchang-anu, vzbouření vojáci doprovodu zabili Jang Kuo-čenga a donutili císaře souhlasit s popravou Jang Kuej-fej. Süan-cung poté pokračoval na jihozápad a usadil se v s’čchuanském I-čou (dnešní Čcheng-tu), zatímco jeho syn, korunní princ, odešel na severozápad do Ling-wu na Žluté řece. Zde se 12. srpna prohlásil za císaře (znám je jako Su-cung).